# Série 151 a 172 da CP
A Série 151 a 172 foi um tipo de locomotiva a vapor, que foi utilizada pela Companhia dos Caminhos de Ferro Portugueses.